# Stefan Baumgärtner
Stefan Baumgärtner (* 1968) ist ein deutscher Nachhaltigkeitsökonom an der Albert-Ludwigs-Universität Freiburg.

## Ausbildung
Stefan Baumgärtner hat 1999 an der Universität Heidelberg unter Malte Faber in Nachhaltigkeitsökonomie promoviert.

## Forschung
Stefan Baumgärtner ist vor allem für die Anwendung von thermodynamischen Prinzipien in Mensch-Umweltsystemen bekannt. Zudem hat er in seiner aktuellen Forschung die Erkenntnis über den Versicherungswert der Natur mitgeprägt. Seit Oktober 2010 war Stefan Baumgärtner Direktor des Institutes für Nachhaltigkeitssteuerung an der Leuphana Universität Lüneburg, welches sich unter anderem mit juristischen und (wald-)pädagogischen Fragestellungen in der Nachhaltigkeit auseinandersetzt. 2014 wechselte er an die Albert-Ludwigs-Universität Freiburg. Bis 2015 war er daneben Dozent an der Universität Zürich.
Er arbeitet zum monetären Wert von Ökosystemen (Ökosystemdienstleistungen) und ist an dem DFG-Projekt COMTESS sowie ECCUITY beteiligt.